# Fabio Casadei Turroni
Pour les articles homonymes, voir Casadei et Turroni.
Fabio Casadei Turroni (né en 1964 à Forlì) est un chanteur lyrique (ténor), romancier, musicologue et journaliste italien.

## Biographie
Fils du peintre Rino Casadei Turroni, Fabio Casadei Turroni étudie la chanson et obtient son diplôme de musicologue au sein du département des arts et de la musique de l'université d'État de Bologne.
Il s’établit comme chanteur ténor lyrique mais, à l’âge de 38 ans il abandonne pour des raisons de santé et commence à écrire des romans. Il vit actuellement entre Bologne et Milan.
Sa première nouvelle, Moto perpetuo (Mouvement perpétuel), est un grand succès et remporte le Premier prix du Concours artistique LGBT en 2001. Son deuxième roman, Cosmicomiche orgasmiche (un évident tribut au Cosmicomiche d’Italo Calvino) est publié un an plus tard en 2006. La préface de ce roman a été rédigée par l'écrivain Roberto Pazzi et la postface par le compositeur Sylvano Bussotti.
En 2007, Fabio Casadei Turroni écrit le livret pour l'opéra Ceneraccio (Cendrillon), repris d’anciens contes norvégiens. La musique est écrite par Sylvano Bussotti. Il a également traduit en italien des poèmes de Christopher Isherwood mis en musique par Sylvano Bussotti.
En 2022, il écrit le livret de l'opéra Venere e Adone, mis en musique par Salvatore Sciarrino.
Fabio Casadei Turroni est aussi un activiste politique supportant l’Association internationale lesbienne et gay et d’autres organisations LGBT.

## Œuvres

### Fiction

#### Romans
- Moto perpetuo, Zoe edition, Forlì, 2001
- Cosmicomiche Orgasmiche, Zoe edition, Forlì, 2002
- Angelo d'Edimburgo, LM edition, Bologne, 2005 [2]
- (ef)fusioni, Ilmiolibro.it edition, 2011

#### Nouvelles
- Squilli, in Menonmen2, Mondadori, Milan, 2002
- Alan, in Menonmen5, Mondadori, Milan, 2006
- L'ultimo, in Bolognaracconta, BSB edition, Bologne, 2008
- Justin B., in Bye bye Bulli, Frame editore, Bologne, 2013

### Musicologie et essais littéraires
- Mozartiane II, Maggio Musicale Fiorentino, Florence, 2007
- Silvano-Sylvano, Accademia di Santa Cecilia, Rome, 2007
- Parole diverse, WLM edition, Bergame, 2008
- Uccidere Bussotti - Ceneraccio, Ilmiolibro edizioni, 2011
- Vocal technique in Thai BL soundtracks: a preliminary Study, academia.edu, 2025

### Filmographie
- Il tributo, 2007